# Партія праці (Нідерланди)
Партія праці (нід. Partij van de Arbeid, PvdA) — нідерландська соціал-демократична політична партія, заснована 1946 року. Станом на 2021 рік партія праці має 6 місць із 75 у першій палаті, 9 місць із 150 у другій палаті Генеральних штатів та 6 місць із 29 виділених для Нідерландів у Європарламенті (входить до фракції Прогресивний альянс соціалістів і демократів).
Молодіжне крило партії називається Молоді соціалісти (нід. Jonge Socialisten, JS).
Партія є членом Партії європейських соціалістів та Соцінтерну.

## Історія
Партія праці має коріння в соціалістичному русі 70-х і 80-х років 19 століття. Соціал-демократична робітнича партія (нід. Sociaal Democratische Arbeiders Partij (SDAP)), заснована в 1894 році, підтримувала теорію Маркса і Енгельса про класову боротьбу в Нідерландах і «міжнародну боротьбу робітничого класу».
Партія праці заснована 9 лютого 1946 року на базі Соціал-демократичної робітничої партії, до якої приєдналися дві інші невеликі партії: ліво-ліберальна Вільнодумна Демократична ліга (ВДЛ) і ліво-християнський Християнсько-демократичний союз (ХДС).
У період між 1946 і 1958 роками Партія праці формує коаліційні уряди. З 1948 року уряд очолює Віллем Дрес. Під його керівництвом починається післявоєнна відбудова Нідерландів, початок будівництва «держави загального благоденства», проголошення незалежності Індонезії та вступ Нідерландів до НАТО. Після урядової кризи 1958 року, партія праці пішла в опозицію, в якій перебувала до 1965 року. Електоральна підтримки виборців Партії праці пішла на спад.
У 1965 році Партія праці входить до урядової коаліції, яка проте проіснувала недовго.
Між тим, молоде покоління намагається отримати контроль над Партією праці. Група молодих членів партії, які називають себе новими лівими, вимагають реформування партії: вони вважали, що партія повинна стати орієнтованою на нові соціальні рухи, прийнявши їх анти-парламентські стратегії та їх питання, такі, як звільнення жінок, охорона навколишнього середовища і розвиток третього світу. На знак протесту проти зростаючого впливу нових лівих, ряд видних членів партії, у тому числі Дрес-молодший, залишили партію і створили нову, що отримала назву Демократичні соціалісти 70.
Після виборів 1972 року, ні Партія праці і її союзники, ні Католицька народна партія разом із своїми союзниками були не в змозі завоювати більшість. Партії мусили працювати разом. З 1973 року по 1977 рік коаліційний уряд очолює лідер Партії праці Йооп ден Ойл. Вибори 1977 року виграла Партія праці, але ідеологічний та особистий конфлікт між Ван Агтом і Ден Ойлом запобіг формуванню нового лівоцентристського кабінету. Партія праці перейшла до опозиції.
Після виборів 1981 року Християнсько-демократичний заклик залишається найбільшою партією, але він мусив співпрацювати з Партією праці і партією Демократи 66. У новому кабінеті на чолі з Ван Агтом, Ден Ойл став заступником прем'єр-міністра. Особистий та ідеологічний конфлікт між Ван Агтом і Ден Ойлом завершився падінням кабінету через кілька місяців після свого призначення. Після виборів 1982 року Партія праці перейшла до опозиції. Протягом цього періоду, партія почала реформи. У 1986 році Ден Ойл пішов з політики, призначивши колишнього профспілкового лідера Віма Кока своїм наступником.
Після виборів 1989 року Партія праці повернулася до уряду разом із Християнсько-демократичним закликом. Кок став заступником прем'єр-міністра Рууда Любберса. Партія праці приймає основні економічних реформ попереднього кабінету Любберса, у тому числі приватизацію державних підприємств і реформи держави загального добробуту. Вони продовжували цю політику в цьому кабінеті. Кабінет стикається з важкими протестами профспілок і політичні конфлікти всередині Партії праці.
З 1994 року по 2002 рік прем'єр-міністром був представник партії Вім Кок. З 2007 року по 2010 рік партія входить до урядової коаліції з Християнсько-демократичним закликом.
Після виходу з урядової коаліції, Вавтер Бос оголосив, що він іде з політики, щоб проводити більше часу з дружиною і двома дочками. Тоді мер Амстердама Йоб Коген посів його місце як лідер Партії праці.

## Ідеологія
Партія праці, що створювалася як традиційна соціал-демократична партія, прагне створити державу загального добробуту. У 1970-ті роки, вона радикально переглянула свою програму і включила нові питання, такі, як звільнення жінок, охорону навколишнього середовища і розвиток третього світу. У 1990-х роках партія оновила свою програму, включивши такі питання, як реформу держави загального добробуту і приватизацію державних підприємств. У 2005 році партія прийняла нову програму, що базувалася на принципах лівоцентристської ідеології. Її основними питаннями є зайнятість, соціальне забезпечення і добробут та інвестиції в суспільну освіту, громадську безпеки та охорону здоров'я.

## Електорат
Історично склалося так, Партія праці користується підтримкою робітничого класу. В наш час[коли?] партія підтримується громадськими службовцями, мігрантами і робітничим класом. Партія історично була дуже сильна в великих містах, таких як Амстердам і Роттердам і в північних провінціях Гронінген, Фрисландія і Дренте.

## Участь у виборах
Участь у виборах до другої палати парламенту Нідерландів:
- 1946 рік: 28,3 % — 29 місць (із 100 місць)
- 1948 рік: 25,6 % — 27 місць
- 1952 рік: 28,9 % — 30 місць
- 1956 рік: 32,6 % — 34 місця (після збільшення кількості до 150 — 50 місць)
- 1959 рік: 30,3 % — 48 місць
- 1963 рік: 28,0 % — 43 місця
- 1967 рік: 23,5 % — 37 місць
- 1971 рік: 24,5 % — 39 місць
- 1972 рік: 27,3 % — 43 місця
- 1977 рік: 33,8 % — 53 місця
- 1981 рік: 28,2 % — 44 місця
- 1982 рік: 30,4 % — 47 місць
- 1986 рік: 33,3 % — 52 місця
- 1989 рік: 31,9 % — 49 місць
- 1994 рік: 23,9 % — 37 місць
- 1998 рік: 29,0 % — 45 місць
- 2002 рік: 15,1 % — 23 місця
- 2003 рік: 27,3 % — 42 місця
- 2006 рік: 21,2 % — 33 місця
- 2010 рік: 19,6 % — 30 місць
- 2012 рік: 24,8 % — 38 місць
- 2017 рік: 5,7 % — 9 місць
- 2021 рік: 5,73 % — 9 місць